# Landgoed Voorlinden
Landgoed Voorlinden ligt in Wassenaar in Zuid-Holland. Het goed is veertig hectare groot en ligt tussen Wassenaar en de duinen van de Noordzeekust. Het gebied wordt gekenmerkt door bos, waterpartijen en weide. Landgoed Voorlinden is toegankelijk voor wandelaars maar honden moeten aan de lijn vanwege het wild dat op het landgoed leeft.

## Geschiedenis
In 1584 duikt de naam ‘Voorlinden’ voor het eerst op. In de periode 1803-1835 wordt op deze plek een park in landschapsstijl aangelegd, naar ontwerp uit 1804 van tuinarchitect Johan David Zocher Sr. en uitgevoerd sinds 1834 door zijn zoon Jan David Zocher. In 1824 werd het huis gekocht door Mr. C.Th. Elout, destijds Minister van Staat. Het huis lag toen ten westen van de oprijlaan, de moestuinen op het huidige parkeerterrein. 
Wanneer Voorlinden in 1912 in handen van jonkheer Ir. Hugo Loudon komt, geeft hij opdracht tot het bouwen van het huidige landhuis naar ontwerp van de Britse architect R.J. Johnston. Het is een kopie van het huis waar Loudons Engelse echtgenote was opgegroeid. Hij liet ook enkele kleine huisjes bouwen voor zijn personeel, waaronder 'Klein Voorlinden' links van de oprit. Het interieur van het huis ademde een koloniale sfeer met veel hout, grote luchters en acht haarden. Ook de omliggende tuin, met de kenmerkende geometrische indeling en gemetselde terrassen, is door Johnston ontworpen. 
In dezelfde periode reorganiseerde Leonard Springer het landschapspark, om dit weer aan te laten sluiten bij het nieuwe landhuis. Springer heeft in zijn plan zowel inheemse als exotische bomen gebruikt die rond 1913 zijn aangeplant. De niet inheemse en bijzondere bomen zijn vooral geplant in het park, langs de paden en aan de randen van het open veld; met name op zichtlocaties, los van het achterliggende, meer natuurlijke, bos. De bijzondere bomen zijn vooral toegepast als accent (zoals de moerascipres langs de toegangsweg en trompetboom en zilveresdoorn in de noordwestelijk rand), in boomgroepen (zoals de moerascipres in de boomgroep langs de oprijlaan), als structuurverrijking en als overgang naar een meer 'natuurlijke' sfeer. Aanleg van exotische heesterbeplanting werd gebruikt als ondergroei en als structuurverrijking.
Tijdens de Tweede Wereldoorlog gebruikten de Duitse bezetters het huis, dat licht beschadigd werd door een V2 raket. Daarna woonden er Canadese officieren. In 1950 huurde de PTT het huis en gebruikte het als opleidings- en conferentiecentrum. In 1999 werd het huis gerestaureerd, waarvoor speciaal Engelse dakdekkers kwamen om nieuwe Engelse dakpannen aan te brengen. Het huis, het toegangshek, de garage en de dubbele dienstwoningen zijn rijksmonumenten.
Van 2003 tot juni 2013 was het huis te huur voor evenementen.

## Museum Voorlinden

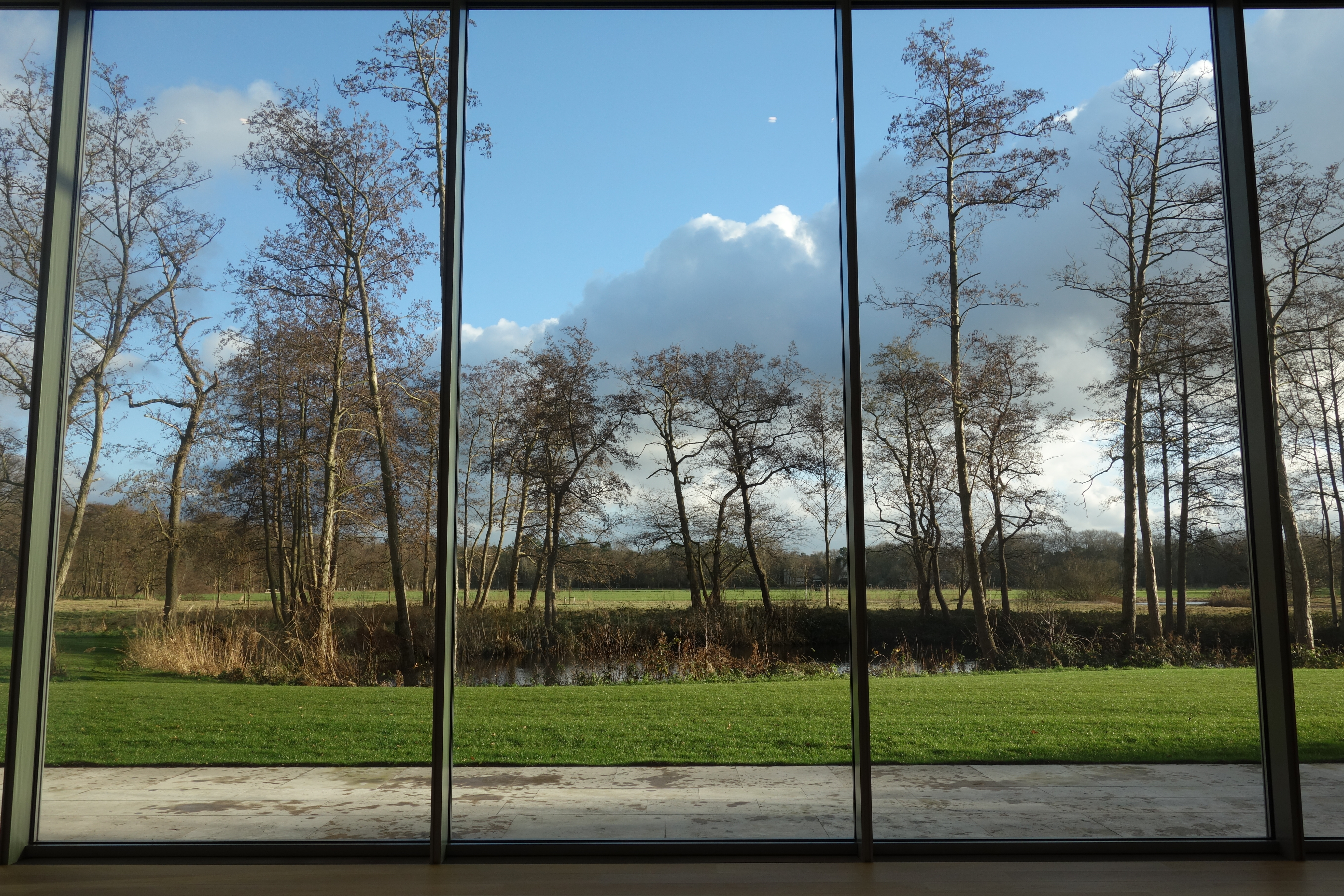
Landgoed Voorlinden gezien vanuit Museum Voorlinden

Voorlinden is sinds 2011 eigendom van kunstverzamelaar Joop van Caldenborgh. Sinds 2013 werd op het terrein gebouwd aan Museum Voorlinden, dat op 11 september 2016 openging voor het publiek. In het Huis Voorlinden werd het museumrestaurant ondergebracht. Op het terrein werden 270 parkeerplaatsen aangelegd.